# Алея сміливості
Алея сміливості, або Алея сміливости, закладена у Києві з ініціативи президента Володимира Зеленського до 31-ї річниці незалежності України. Місце обрано невипадково, адже саме на площі Конституції навпроти Верховної Ради народилася сучасна незалежна Україна.
Володимир Зеленський наголосив, що на цій Алеї будуть вказані імена політичних лідерів та інших представників країн-партнерів, які надають Україні важливу підтримку з початку повномасштабного вторгнення Російської Федерації.

## Історія
На площі Конституції біля будівлі Верховної Ради в Києві до 31-ої річниці незалежності України заклали Алею сміливості.
На цій алеї будуть указані імена політичних лідерів і представників країн-партнерів, які надають Україні підтримку з початку повномасштабного вторгнення Російської Федерації.
Першим іноземним лідером, відзначеним на Алеї сміливості, став президент Польщі Анджей Дуда, який особисто взяв участь у відкритті.
Місце для алеї обрали невипадково, «адже саме на площі Конституції навпроти Верховної Ради народилася сучасна незалежна Україна», пояснили в Офісі президента.

## Політики, котрі відзначені на Алеї сміливості
На Алеї сміливости будуть увіковічені усі лідери країн, які відвідали Україну з 24 лютого до 24 серпня, проте урочисто відкрили лише такі таблички:

### Польща

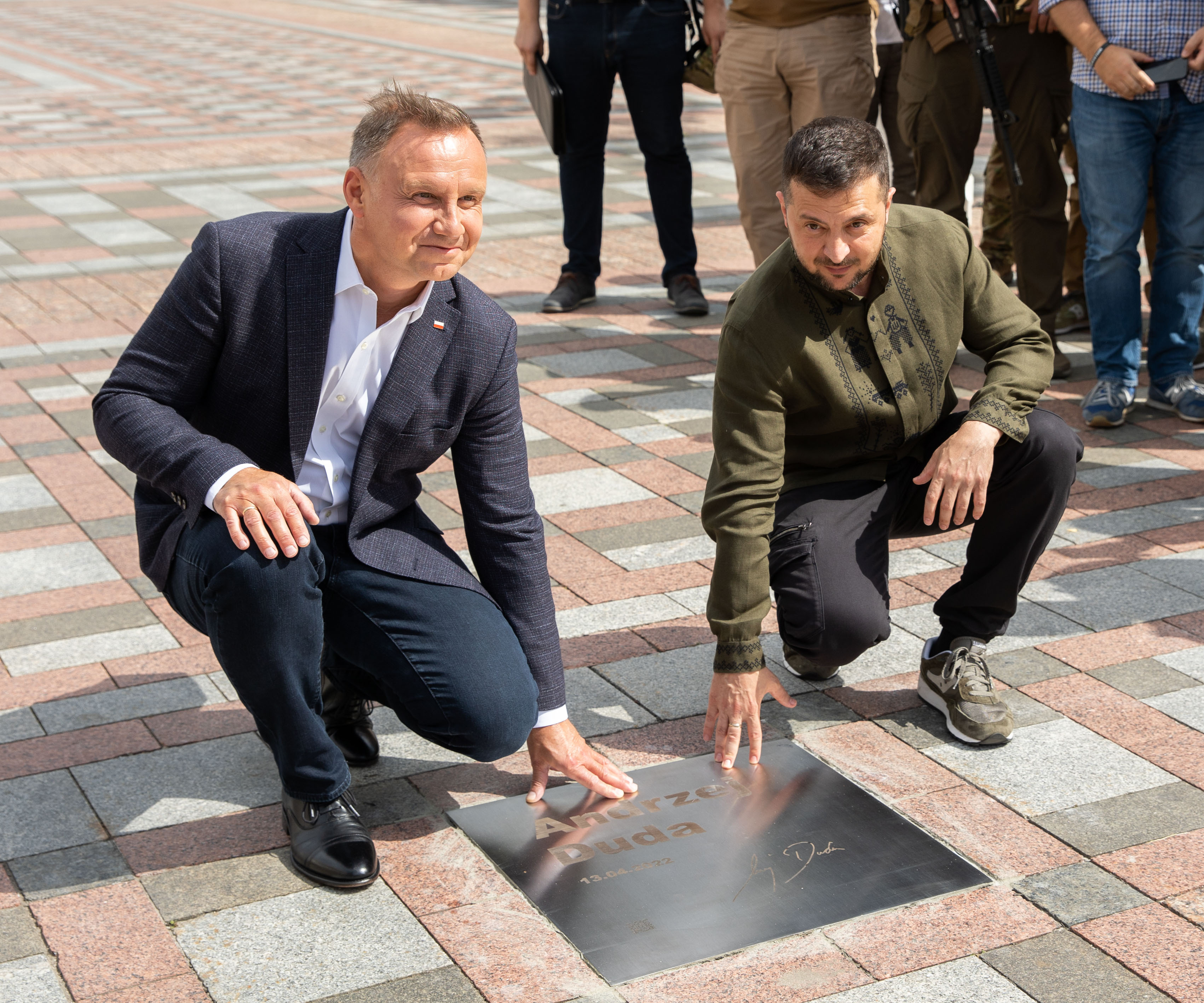
Президент України Володимир Зеленський і Президент Республіки Польща Анджей Дуда взяли участь у відкритті Алеї сміливості на площі Конституції в Києві. 23 серпня 2022 рік

Першим іноземним лідером, відзначеним на Алеї сміливості, став Президент Польщі Анджей Дуда, котрий відвідав Україну вже тричі з початку повномасштабного вторгнення.
«Сьогодні я хочу в присутності Президента Польщі Анджея Дуди відкрити Алею сміливості. Його ім'я завжди буде на цій Алеї. Це символ хоробрості, символ дружби, підтримки України тоді, коли вона справді потрібна», — наголосив Володимир Зеленський.

### Велика Британія

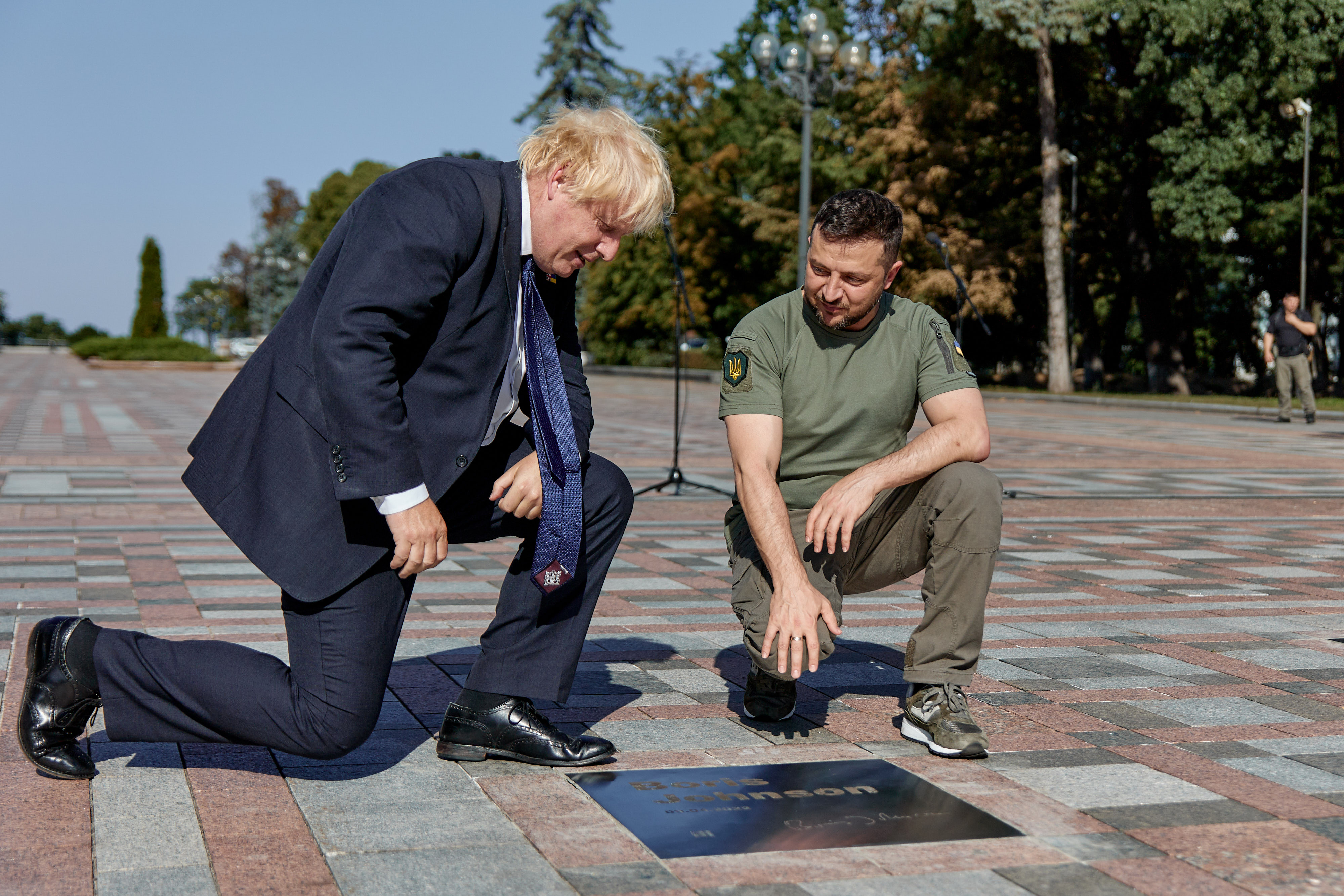
Президент України Володимир Зеленський і Прем'єр-міністр Великої Британії на площі Конституції в Києві. 24 серпня 2022 рік

24 серпня на День Незалежності України прем'єр-міністру Великої Британії Борису Джонсону присвятили другу символічну табличку на Алеї сміливості, яку відкрили напередодні на площі Конституції в Києві.
«Ми вдячні особисто Борису Джонсону за його лідерство, вдячні за всі ці місяці підтримки, вдячні суспільству Великої Британії за велику допомогу, яку щодня, постійно протягом повномасштабного вторгнення нам надавала велика держава — Велика Британія», — зазначив Президент України.
Володимир Зеленський наголосив, що Україна хоче подякувати всім лідерам держав, які з перших днів допомагали нашій країні відстоювати свободу та незалежність у війні з російським загарбником.
«Ми будемо дякувати не лише на словах, а хочемо подякувати історично. Тому сьогодні на цій Алеї сміливості з'явиться ім'я Прем'єр-міністра Великої Британії Бориса Джонсона», — сказав він.
Голова уряду Великої Британії зауважив, що ця відзнака належить усьому британському народові, який підтримує Україну.

### Латвія

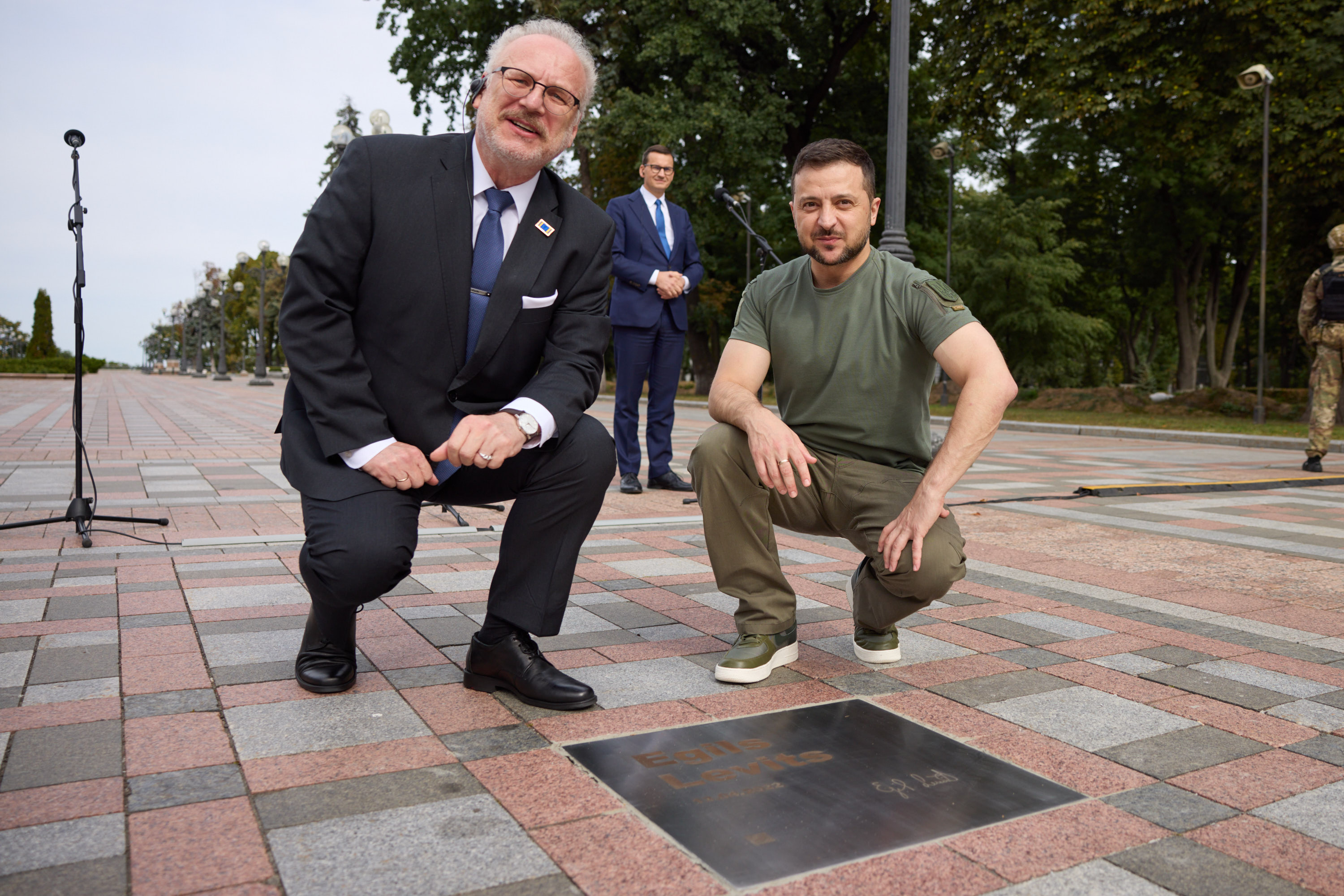
Президент України Володимир Зеленський та Президент Латвії Егілсом Левітсом. 9 вересня 2022 рік

9 вересня під час візиту в Україну Президент Латвії Егілс Левітс разом з Президентом України Володимиром Зеленським відкрили його імену табличку на Алеї сміливості. 

### Польща, Словенія, Чехія

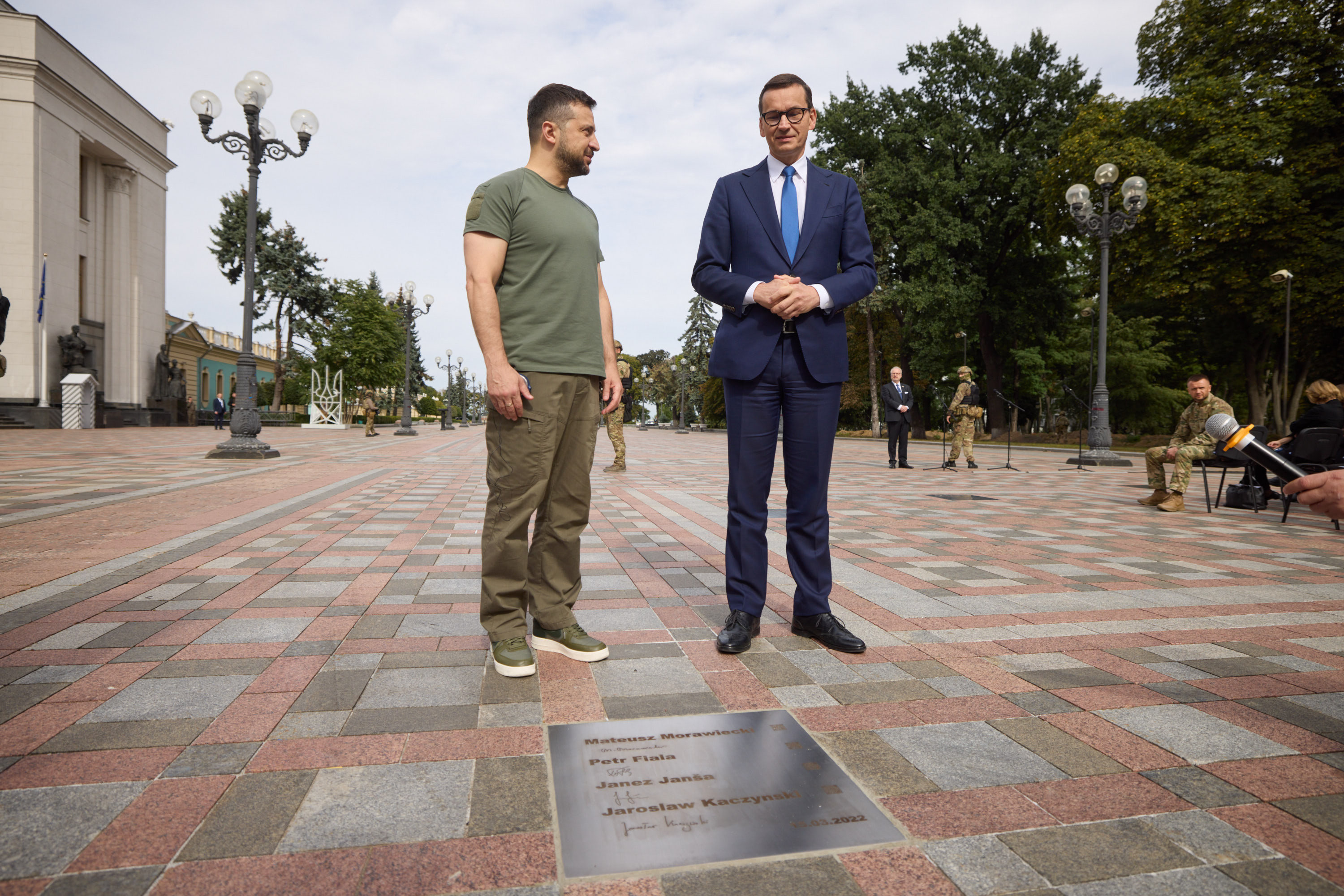
Президент України Володимир Зеленський з прем'єр-міністром Польщі Матеушом Моравецьким. 9 вересня 2022 рік

15 березня Прем’єр-міністр Польщі Матеуш Моравецький, Чехії Петр Фіала та Словенії Янез Янша, а також віцепрем’єр-міністр Польщі з питань безпеки, лідера правлячої партії “Право і Справедливість” Ярослав Качинський першими з усіх лідерів іноземних держав відвідали Україну з початку повномасштабного вторгнення Російської Федерації. 
9 вересня Прем'єр-міністр Польщі Матеуш Моравецький разом з Президентом України Володимиром Зеленським відкрили табличку на якій були відображені імена всіх 4 політиків.

### Європейський Союз

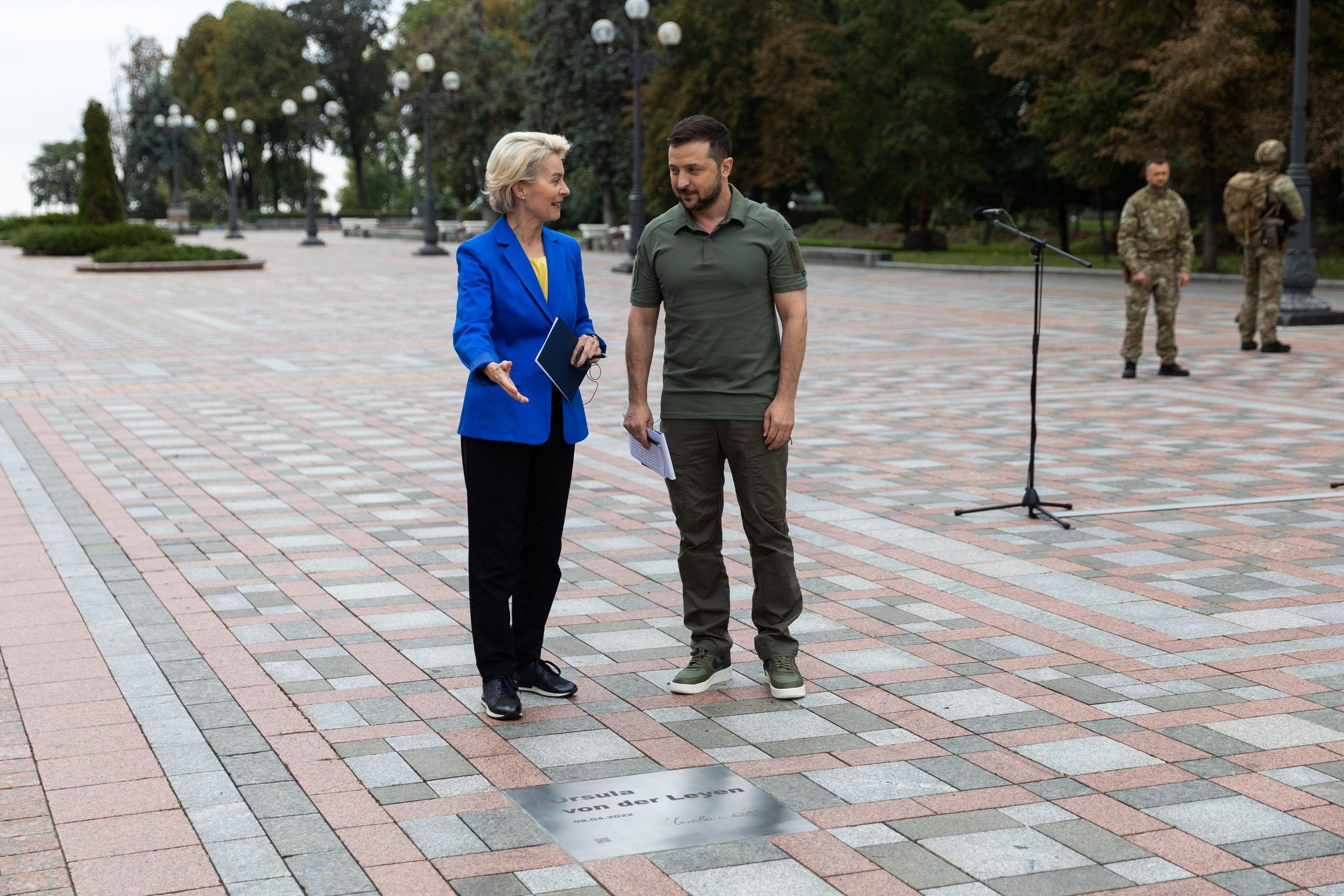
Зустріч Президента України з Президентом Європейської Комісії Урсула фон дер Ляєн 15 вересня 2022 рік

Президент України Володимир Зеленський і Президент Європейської комісії Урсула фон дер Ляєн взяли участь у відкритті символічної таблички на Алеї сміливости на площі Конституції в Києві, присвяченої європейській лідерці.
«В часи війни ми збираємося на цій площі не випадково, тому що тут є імена лідерів світу, які підтримували нашу державу, наш народ, нашу економіку і впродовж цієї війни стояли на нашому боці проти агресії РФ. Я хотів би, щоб сьогодні на цій Алеї з’явилося ім’я шановного Президента Єврокомісії Урсули фон дер Ляєн», – сказав Володимир Зеленський під час урочистого відкриття іменної таблички.

### Литва
Президент України Володимир Зеленський і Прем’єр-міністр Литовської Республіки Інґріда Шимоніте 26 листопада відвідали Алею сміливості на площі Конституції в Києві та взяли участь у відкритті символічної таблички з ім’ям голови литовського уряду. Цю табличку створили на знак подяки за допомогу, яку Литва надала Україні в боротьбі з російським агресором.
Прем’єр-міністр Литовської Республіки висловила думку, що заснування Алеї сміливості спонукатиме друзів України приходити на це місце. Вона зазначила, що відвідає Алею разом зі своїми друзями та сім’єю після перемоги України.

### Європейський Союз
Президент України Володимир Зеленський і Президент Європейської ради Шарль Мішель після завершення перемовин у Києві відвідали Алею сміливості на площі Конституції та взяли участь у відкритті іменної таблички, присвяченої європейському лідеру.

Глава Української держави нагадав, що на Алеї закарбовані імена тих, хто був з Україною та підтримував українське суспільство у складні часи повномасштабного російського вторгнення.
«Ми пам’ятаємо всю допомогу й усю підтримку. Дякую вам», – сказав Володимир Зеленський, звертаючись до Шарля Мішеля.

### Сполучені  Штати Америки
На Алеї сміливості біля Верховної ради відкрили табличку, присвячені президенту США Джозефу Байдену.

Про це повідомив президент України Володимир Зеленський після переговорів із Джо Байденом у понеділок у Києві, під час неоголошеного візиту президента США до України.
"Сьогодні на Алеї сміливості ми відкриваємо табличку, присвячену президенту Байдену. Перший дзвінок уночі 24 лютого минулого року, наші переговори, постійна та незмінна увага до нашої боротьби. Увага до захисту української демократії та особливий внесок президента Байдена у зміцнення позицій свободи у світі", - заявив Зеленський.

### Іспанія

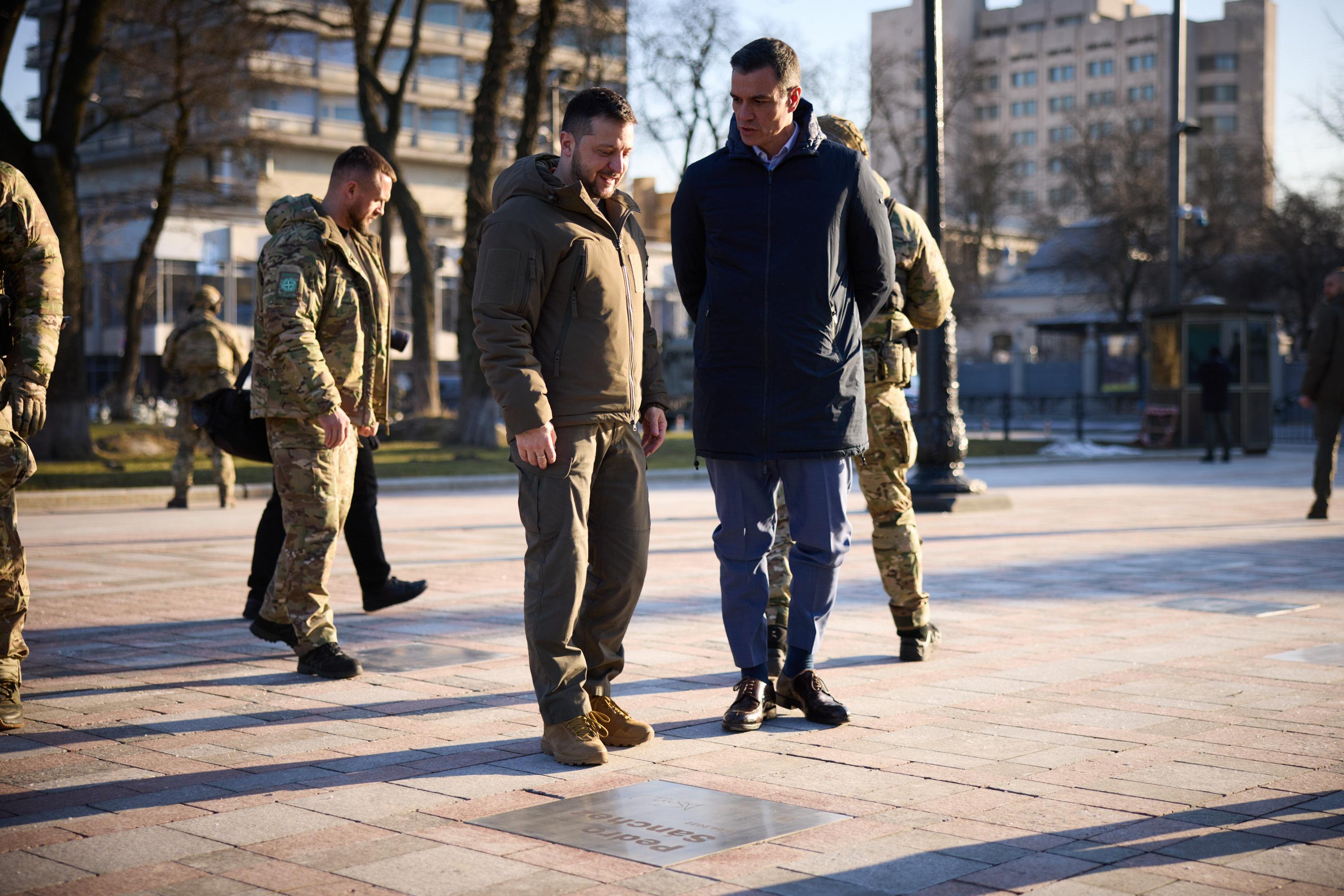
Володимир Зеленський і Педро Санчес відкрили на Алеї сміливості в Києві іменну табличку, присвячену Прем’єр-міністру Іспанії. 23 лютого 2023 рік

Президент України Володимир Зеленський і Прем’єр-міністр Королівства Іспанія Педро Санчес відвідали Алею сміливості на площі Конституції в Києві та взяли участь у відкритті іменної таблички на честь голови іспанського уряду.

Володимир Зеленський подякував Прем’єр-міністру Іспанії за допомогу, яку його держава надає Україні в часи російського вторгнення. 
«На цій Алеї розміщені таблички, на яких викарбувані імена людей, котрі підтримали Україну із самого початку вторгнення. Ми висловлюємо вам нашу вдячність за цю підтримку», – сказав Президент.

### Данія
Президент України Володимир Зеленський і Прем’єр-міністр Данії Метте Фредеріксен після завершення переговорів у Києві відкрили на Алеї сміливості, що на площі Конституції, іменну табличку, присвячену очільниці уряду Королівства Данія.
Глава Української держави нагадав, що на Алеї закарбовані імена тих, хто був з Україною та підтримував українське суспільство в складні часи повномасштабного російського вторгнення. Зокрема, Метте Фредеріксен відвідувала нашу країну у квітні 2022 року, а цьогоріч наприкінці січня разом із Володимиром Зеленським побувала на Одещині та Миколаївщині, над відновленням якої Данія взяла шефство.
Глава держави наголосив, що результатом візитів Метте Фредеріксен завжди є конкретна підтримка України на полі бою, в економіці та гуманітарній сфері.
«Ми започаткували традицію на Алеї сміливості, щоб пам’ять про такі народи, такі суспільства й про лідерів, які об’єднують народи, не стерлася в історії, а була назавжди з нами. І це один з елементів вдячності України за те, що Метте та міцний народ Данії з нами із самого початку», – сказав Володимир Зеленський.

## Громадські діячі, котрі відзначені на Алеї сміливості
На Алеї сміливости будуть увіковічені усі лідери думок, які відвідали Україну з 24 лютого до 24 серпня, проте урочисто відкрили лише такі таблички:

### Шон Пенн
8 листопада Президент Володимир Зеленський провів зустріч з американським актором, кінорежисером, сценаристом і продюсером, лауреатом премії «Оскар» Шоном Пенном, який уже втретє приїздить до України за час повномасштабного вторгнення Росії.
На Алеї сміливості, поруч з іменами багатьох світових лідерів, які допомогли Україні під час повномасштабного вторгнення РФ, є й з'явилася і табличка Шона Пенна.
Глава держави наголосив, що Алея сміливості починається саме з таблички, присвяченої американському актору та режисеру, адже він відвідав Україну в перший день російського вторгнення, 24 лютого, щоб зафіксувати події в нашій країні та донести світові правду про російську агресію.
Актор зазначив, що дуже зворушений цією присвятою. За його словами, для нього це велика честь, і це місце відтепер буде одним із найбільш знакових у його житті, поряд із місцями, де народилися його донька та син, якими він дуже пишається.

### Хосе Андрес
Президент України Володимир Зеленський 21 листопада презентував засновнику благодійної організації World Central Kitchen Хосе Андресу табличку з його іменем, яку відкрили на Алеї сміливості.
Під час відкриття таблички Глава держави відзначив велику допомогу, яку Хосе Андрес надав українцям. Віднині ім’я благодійника закарбоване в центрі столиці – разом з іменами тих, хто був поряд з Україною з перших днів повномасштабного вторгнення Росії.